# Ibero Cruceros
Ibero Cruceros est une compagnie de croisière fondée en 2007 comme filiale de Carnival corporation & plc et Orizonia Corporation. Le 12 novembre 2014, la compagnie cesse définitivement ses activités.
Cette société de croisière était principalement destinée au marché espagnol, elle possèdait deux navires  :
De la classe Holiday, proviennent de Carnival Cruise Lines (groupe Carnival corporation & plc) : 
- le Grand Celebration (2008),
- le Grand Holiday (2010).

En raison de difficultés financières, la compagnie disparaitra en novembre 2014.
Le Grand Celebration appartiendra à Costa Croisière avec le nom de Costa Celebration en novembre 2014.
Pour son sister-ship le Grand Holiday il quittera la flotte en fin d’année. Le Grand Holiday a été vendu à CMV avec le nom de Magellan, il rejoindra cette nouvelle flotte en début d'année 2015.

## Flotte
- Grand Holiday, devenu le Magellan de Cruise & Maritime Voyages
- Grand Celebration, vendu à Bahamas Paradise Cruise Line.
- Grand Voyager, devenu le Chinese Taishan de Bohai Ferry.
- Grand Mistral devenu Costa neoRiviera de Costa Croisières.
- Grand Latino, devenu le Boudicca de Fred. Olsen Cruise Lines.

## Liens externes

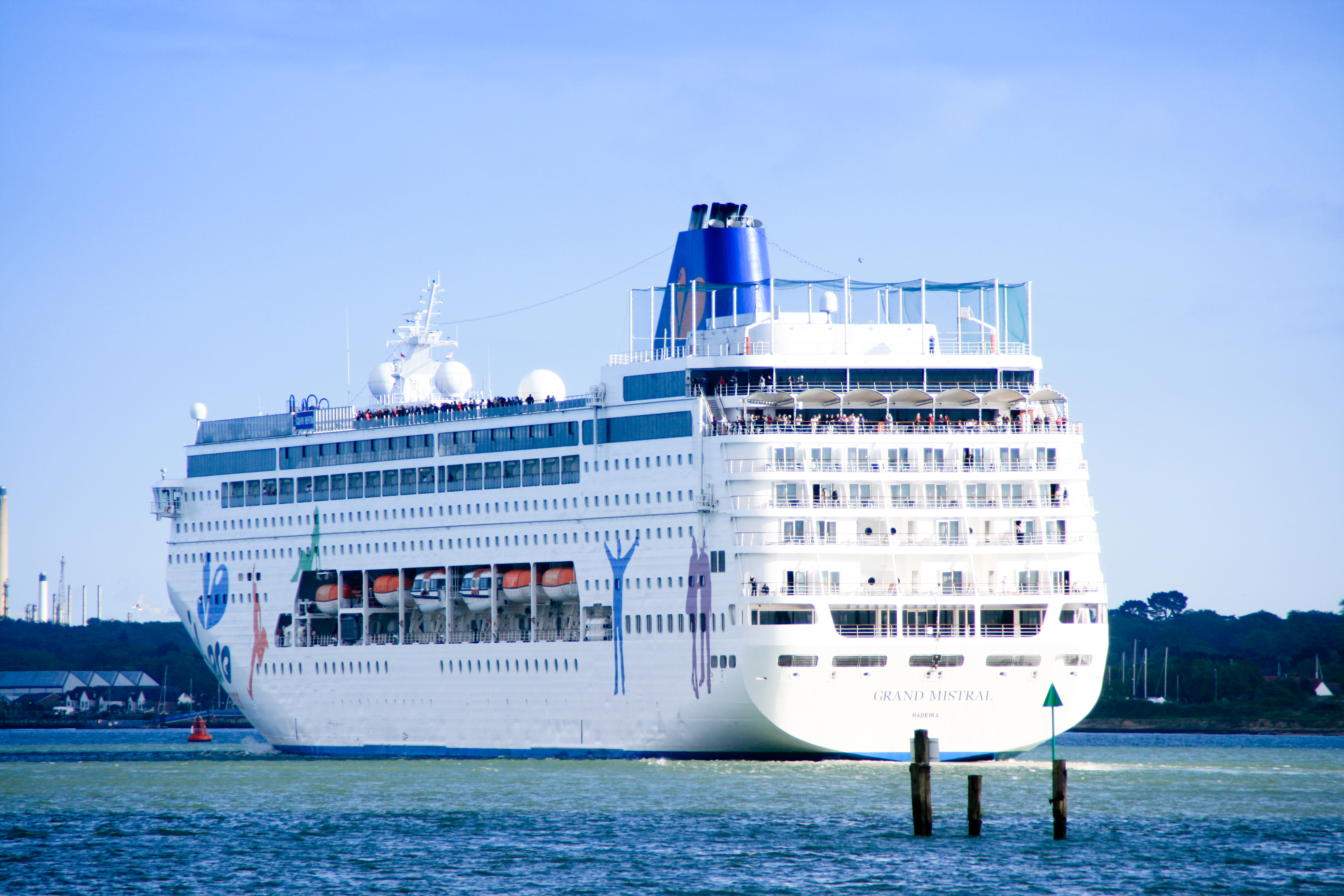
Grand Mistral 2013